# Alois Ricceri
Alois Ricceri SDB, italienisch Luigi (* 8. Mai 1901 in Mineo; † 15. Juni 1989 in Castellammare di Stabia), war ein italienischer Salesianer Don Boscos und von 1965 bis 1977 der siebte Generalobere der Kongregation und damit sechste Nachfolger Don Boscos.

## Leben
Als zweites von vier Kindern geboren, kam er 1914 erstmals mit Salesianern Don Boscos in Kontakt, und entschied sich selbst in diese Kongregation einzutreten. 1925 empfing er die Priesterweihe. 1933 wurde er Lehrer für Literatur. Bereits ab 1935 hatte er vielfältige Leitungsaufgaben inne. 1942 wurde er schließlich zum Provinzial der Turiner Provinz mit Sitz im Mutterhaus Valdocco. 1944 wurde er durch die deutsche Gestapo verhaftet und kam für einige Tage ins Gefängnis.
1953 wurde er in den Generalrat der Kongregation gewählt, zuständig vor allem für die Salesianischen Mitarbeiter. Auf seinen Impuls hin wurde das Don Bosco Magazin (Bollettino salesiano) in 32 Ausgaben in den Hauptsprachen der sechzig Nationen, in denen zu diesem Zeitpunkt die Salesianer Niederlassungen hatten, herausgegeben.
Ricceris Zeit als Generaloberer war geprägt von der Zeit nach dem Zweiten Vatikanischen Konzil und der dadurch notwendig gewordenen Reform der Ordenskonstitutionen.